# زيلدا 2: ذا أدفنشر أوف لينك
زيلدا 2: ذا أدفنشر أوف لينك (بالإنجليزية:Zelda II: The Adventure of Link) (باليابانية: リンクの冒険، ريكو نو بوكين) أو زيلدا 2: مغامرة لينك، هي لعبة إلكترونية من نوع أكشن مغامرات ومنصات. وهي ثاني لعبة في سلسلة أسطورة زيلدا، وتم تطويرها ونشرها من قبل نينتندو على نظام القرص فاميكوم في 14 يناير 1987، بعد أقل من سنة على إصدار أسطورة زيلدا الأصلية وقبل سبعة أشهر من إصدار اللعبة الأولى في الولايات المتحدة. أصدرت اللعبة لاحقا على نينتندو إنترتينمنت سيستم في أمريكا الشمالية ومناطق بال عام 1988، بعد ما يقرب من عامين على الإصدار الأولي في اليابان، وتحويل اللعبة من الشكل الأولي على نظام الأقراص إلى خرطوشة نيس.
مغامرة لينك هي تتمة مباشرة لأسطورة زيلدا الأصلية، حيث يظهر مجددا بطل اللعبة، لينك، في سعيه لإنقاذ الأميرة زيلدا، الذي وقعت تحت تعويذة نوم. ركزت اللعبة على التحرك الجانبي (بالإنجليزية: Side-scrolling)‏ شكل اختلافا كبيرا عن سابقتها. وحتى عام 2015، لا تزال اللعبة هي التتمة الفعلية الوحيدة للعبة الأصلية، حيث أن جميع الألعاب الأخرى في السلسلة هي تسبقات أو تدور أحداثها في واقع بديل، وفقا لمسار زيلدا الزمني الرسمي.
حققت اللعبة نجاحا كبيرا في ذلك الوقت، وأدخلت عناصر للعب مثل «العداد السحري» لدى لينك وشخصية لينك الشرير التي أصبحت شائعة في ألعاب زيلدا المستقبلية، رغم أن خصائص من ألعاب لعب الأدوار مثل نقاط الخبرة والتحرك الجانبي والأرواح الإضافية لم تعد تستخدم مجددا في ألعاب زيلدا المعيارية. وأعقبتها في عام 1991 لعبة أسطورة زيلدا: وصلة إلى الماضي على سنيس.

## وصلات خارجية
- زيلدا 2: ذا أدفنشر أوف لينك على موقع IMDb (الإنجليزية)

- الموقع الرسمي
- زيلدا 2: ذا أدفنشر أوف لينك guide في موقع ستراتيجي ويكي
- زيلدا 2: ذا أدفنشر أوف لينك على موبي غيمز